# دانيال ديفيس (سياسي)
دانيال ديفيس (بالإنجليزية: Daniel Davis)‏ هو سياسي أمريكي، ولد في 15 يناير 1973 في ساوث بند في الولايات المتحدة. حزبياً، نشط في الحزب الجمهوري. وقد انتخب عضو مجلس نواب فلوريدا.